# Winter (U2)
Winter è una canzone del gruppo rock U2. La traccia doveva essere originariamente inclusa nell'album del 2009 No Line on the Horizon, ma fu eliminata alla fine della sessione di registrazione perché non adatta al tema dell'album. "Winter" fu scritta per il film di guerra Brothers, su richiesta del regista Jim Sheridan, e viene suonata nei titoli di coda. Sono state registrate molte cover, incluso un arrangiamento rock uptempo per Linear, e una versione acustica più lenta per Brothers. La canzone è stata candidata a un Golden Globe.

## Scrittura e registrazione
Winter fu scritta per il film del 2009 Brothers, diretto da Jim Sheridan. Dopo aver parlato alla band del copione per il film, Sheridan propose loro di scrivere una canzone. Il chitarrista The Edge iniziò a comporre un pezzo sul piano che la band pensò sarebbe stato adeguato per il film. Continuando la registrazione divenne un "arrangiamento lineare e convenzionale" che The Edge descrisse come "troppo uguale al suono degli U2". La traccia non fu completata fino a quando la band non vide una scena approssimativa del film. The Edge notò che "c'è stato un punto in cui fummo davvero ispirati e la canzone cominciò a prendere forma velocemente".
Con l'aiuto del produttore Brian Eno, la band iniziò a lavorare alla canzone in modo diverso, con il risultato di una versione più ridotta con la versione originale su piano. The Edge ha dichiarato che il piano "sembrava la chiave per far funzionare la canzone...quando siamo tornati su quello strumento ha iniziato ad avere senso". L'arrangiamento originale rock è quello in Linear, mentre la versione acustica è quella che appare in Brothers. Inoltre, è stata sviluppata una versione elettronica.
Il cantante Bono ha scritto il testo in una notte e fu revisionato una sola volta. Il personaggio di Tobey Maguire, il Capitano Sam Cahill, fu da ispirazione per il testo, con la band che sottolineava le "intense emozioni nascoste" e i segreti che manteneva dentro di sé "erano un punto di partenza, tematicamente". Bono disse che Sheridan avrebbe voluto "una canzone complicata per un personaggio complicato" e quindi la band scrisse due canzoni: Winter e White as Snow. Mentre White as Snow si focalizza maggiormente sul rapporto tra i fratelli Cahill, Winter è "una canzone più universale che parla dell'esperienza delle forze armate in Afghanistan."
Gli U2 vollero includere la canzone nell'album No Line on the Horizon, ma non accadde; The Edge notò come la canzone, per quanto potesse essere bella, non era adatta al tema del disco. La canzone era stata tagliata negli ultimi giorni di registrazione. Il film Brothers sarebbe dovuto uscire prima di No Line on the Horizon, ma una scadenza rese più difficile il completamento della canzone, e la band suggerì a Sheridan di usare invece "White as Snow". Il ritardo della programmazione di Brothers diede alla band una possibilità di completare Winter e fu usata per i titoli di coda del film.

## Accoglienza
Winter fu candidata nella categoria "Miglior Canzone Originale" alla sessantasettesima edizione dei Golden Globe, per Brothers. In un'anteprima di No Line on the Horizon Q definì la versione di Linear come uno dei "brani che colpiscono immediatamente", mentre descrive "il testo di un soldato in una zona di guerra non specificata" come "buono". Il critico Brian Hiatt di Rolling Stones ha definito la canzone "un'adorabile ballata scartata". Il Los Angeles Times ha avuto un'impressione negativa della versione di Brothers, facendo notare che "avrebbero potuto utilizzare un'atmosfera gospel come nell'album "No Line on the Horizon".